# كلير فوستر
كلير فوستر (بالإنجليزية: Clare Foster)‏ هي ممثلة بريطانية، ولدت في 1982 في المملكة المتحدة.

## وصلات خارجية
- كلير فوستر على موقع IMDb (الإنجليزية)
- كلير فوستر على موقع ميوزك برينز (الإنجليزية)
- كلير فوستر على موقع قاعدة بيانات الفيلم (الإنجليزية)